# Gonzalez Spur
Der Gonzales Spur ist ein 4 km langer und 1700 m hoher Gebirgskamm im ostantarktischen Viktorialand. In der Olympus Range des Transantarktischen Gebirges zweigt er in ostsüdöstlicher Richtung vom Goldich Crest ab. An seinem östlichen Ende sinkt er am Rand des Wright Valley auf 500 m Höhe ab und bildet die Westflanke des Bull-Passes.
Das Advisory Committee on Antarctic Names benannte ihn 2004 nach Angel Gonzalez, Manager des United States Antarctic Resource Center beim United States Geological Survey von 1996 bis 2004.